# Principi dell'attività amministrativa (ordinamento italiano)
I principi dell'attività amministrativa, nell'ordinamento giuridico italiano, sono dei principi giuridici a cui deve conformarsi l'attività della pubblica amministrazione italiana.

## Fondamento normativo
I principi a cui si deve conformare l'attività amministrativa, sono innanzitutto quelli stabiliti dalla Costituzione italiana, e poi quelli stabiliti dalle leggi ordinarie dello stato.

## Principi costituzionali
Alcuni principi giuridici principi presenti nella costituzione che interessano l'attività amministrativa della pubblica amministrazione italiana sono:
- principio del decentramento amministrativo la Repubblica deve operare il più ampio decentramento possibile.
- principio del riconoscimento delle autonomie locali la Repubblica anche se indivisibile, riconosce e promuove le autonomie locali;
- principio della responsabilità della pubblica amministrazione lo Stato e gli enti pubblici sono responsabili per i fatti compiuti dai propri dipendenti;
- principio della tutela giurisdizionale del privato contro atti della pubblica amministrazione contro gli atti della pubblica amministrazione è ammessa sempre la tutela dei propri diritti e dei propri interessi legittimi.

### Articolo 5 della Costituzione
che recita:
<<La Repubblica, una e indivisibile, riconosce e promuove le autonomie locali; attua nei servizi che dipendono dallo Stato il più ampio decentramento amministrativo (118); adegua i principi ed i metodi della sua legislazione alle esigenze dell'autonomia e del decentramento (114 e segg., IX)>>
- Principio del decentramento amministrativo;
- Principio della tutela delle autonomie locali;

### Articolo 97 della Costituzione
La Costituzione stabilisce diversi principi a cui l'attività amministrativa della pubblica amministrazione si deve conformare, ma quelli che la dottrina ritiene come i più caratterizzanti sono i principi costituzionali definiti dal secondo comma dell'art 97, che recita:
Il comma fissa tre principi, che rappresentano la chiave di volta, del sistema dei principi per l'attività amministrativa pubblica, che sono:
- Principio di legalità;
- Principio di buon andamento;
- Principio di imparzialità.

### Articolo 118 della Costituzione
L'articolo 118 ha introdotto nel nostro ordinamento ulteriori e pregnanti principi; recita il primo comma dell'articolo:
Dopo aver introdotto i principi di sussidiarietà,  adeguatezza e di differenziazione, il quarto comma dello stesso articolo introduce l'ulteriore principio di sussidiarietà orizzontale quando stabilisce che: 
Con quest'ultimo principio il legislatore stabilisce che è comunque preferibile (dove possibile) soddisfare i bisogni pubblici tramite l'attività dei privati piuttosto che con quella della pubblica amministrazione.

## Leggi ordinarie

### Legge 241/1990
La legge n. 241/1990 che ha definito il procedimento amministrativo, ha definito il principio della trasparenza e il principio del diritto all'accesso del procedimento amministrativo. Questi, che potrebbero definirsi come corollari del principio dell'imparzialità dell'attività amministrativa, stabiliscono che il procedimento e le relative informazioni devono essere facilmente accessibili da parte di chi ve ne abbia legittimo interesse.
Dall'applicazione di questi due principi ne deriva che:
- il procedimento di formazione dell'atto amministrativo è un procedimento pubblico;
- l'avvio del procedimento deve essere portato a conoscenza degli interessati;
- gli atti finali del procedimento devono essere pubblicizzati;
- gli interessati hanno diritto di prendere visione degli atti e dei documenti procedimentali;
- gli interessati hanno diritto di ottenere copia degli atti amministrativi.